# 米路斯拉夫·比卡尼歷
米路斯拉夫·比卡尼歷（英語：Miroslav Bičanić，1969年10月29日—），克羅地亞职业足球运动员，现已退役，他曾代表克羅地亞國家隊上陣兩次，分別是友賽對烏克蘭及匈牙利。
比卡尼歷是五人制綠盃的組織者之一。